# Koninklijk Instituut voor de Tropen

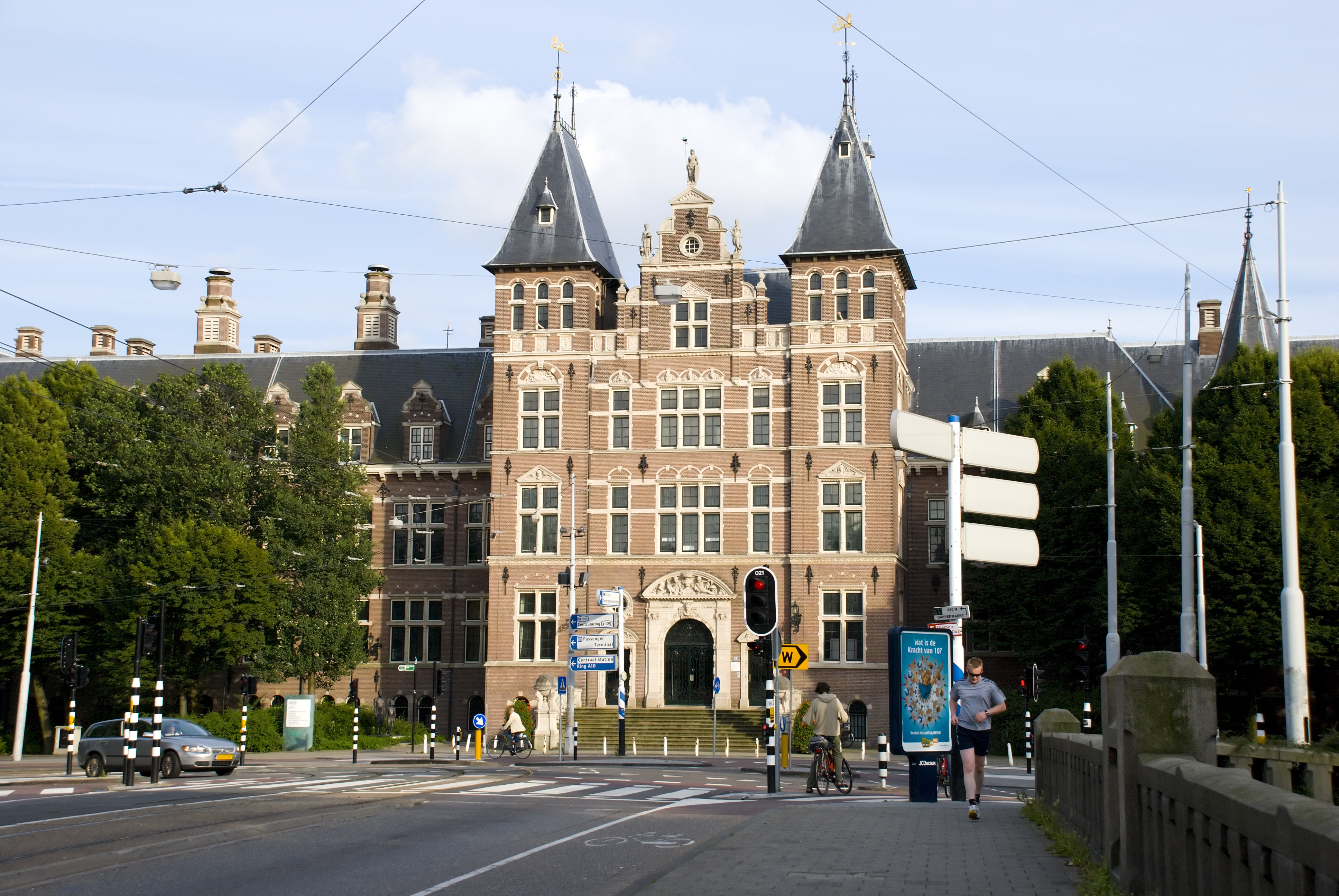
Voorgevel Koninklijk Instituut voor de Tropen aan de Mauritskade

KIT, voorheen het Koninklijk Instituut voor de Tropen (kortweg Tropeninstituut), gevestigd te Amsterdam in het KIT-gebouw, is een Nederlands multidisciplinair kennisinstituut voor internationale, economische en interculturele samenwerking. Anno 2020 staat de ontwikkeling van praktisch toepasbare kennis voorop. Het instituut werkt samen met overheden, bedrijfsleven en multilaterale organisaties zoals de Verenigde Naties, de Europese Unie en de Wereldbank. Er zijn contacten in meer dan zestig landen, waarbij het accent ligt op kennisoverdracht, capaciteitsopbouw en het stimuleren van samenwerking.
Het instituut is een organisatie zonder winstoogmerk. Inkomsten komen uit projectfinanciering door de Nederlandse overheid en internationale organisaties, en uit projecten voor de particuliere sector. Het instituut is statutair een vereniging met particuliere en institutionele leden. De organisatie beheert en verhuurt daarnaast het gebouwencomplex met vergaderzalen en een hotel.
Omdat het Koninklijk Instituut voor de Tropen al geruime tijd niet meer slechts een kennisinstituut was en ook de naam 'Tropen' niet meer geheel de lading dekte werd in maart 2024 de naam officieel gewijzigd in 'KIT'.

## Geschiedenis
Het instituut is een voortzetting van het Koloniaal Museum in Haarlem dat in 1864 werd opgericht. In 1910 werd op initiatief van particulieren, overheden en bedrijven besloten het museum te verplaatsen naar Amsterdam en uit te breiden met een instituut, het Koloniaal Instituut. Het was destijds geheel gericht op de Nederlandse overzeese bezittingen.
Na jarenlange bouwwerkzaamheden werd het gebouw van het Koloniaal Instituut in 1926 voltooid en geopend. Het werd gefinancierd door bijdragen van onder meer de Handelsvereniging Amsterdam (HVA), de Bataafse Petroleum Maatschappij, de Overzeese Gas- en Elektriciteitsmaatschappij N.V. en het departement van Koloniën.
Vanwege de Indonesische strijd voor onafhankelijkheid werd de naam Koloniaal Instituut in 1945 gewijzigd in het Indisch Instituut en vijf jaar later in het Koninklijk Instituut voor de Tropen. Met deze bredere doelstelling kwam het instituut in 1952 onder hoede van het ministerie van Buitenlandse Zaken. Vanaf 1955 zat een afgevaardigde van dit ministerie in de raad van bestuur. KIT werd, gesteund door omvangrijke gelden vanuit dit ministerie, een belangrijke wereldwijde speler op het gebied van ontwikkelingsprojecten. In 1967 werd voor buitenlandse cursisten een hotel bij het hoofdgebouw gebouwd. Het gebouw is eigendom van het KIT en wordt sinds 2014 commercieel geëxploiteerd.
Voor Nederland vervulde het KIT een rol als forum-, ontmoetings- en trainingsfunctie en liet mensen, onder andere door middel van het Tropenmuseum (tegenwoordig: Wereldmuseum Amsterdam) en het Tropentheater kennismaken met culturen uit de gehele wereld. Bij het KIT werkten in 2007 ongeveer 375 mensen en de jaaromzet bedroeg toen ongeveer veertig miljoen euro. In de jaren daarna liep de omzet terug, onder meer door verlaging van de financiering door de rijksoverheid.

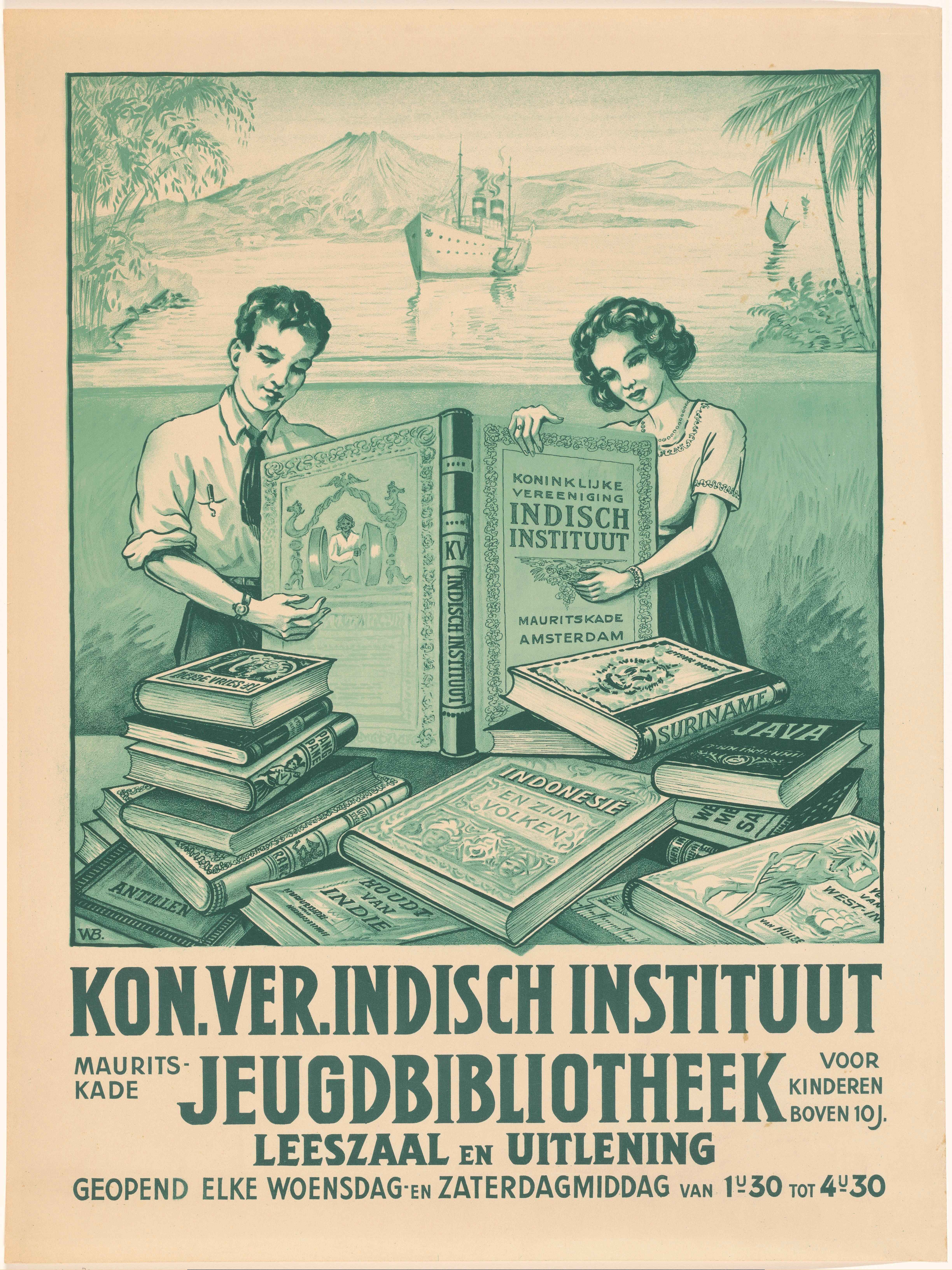
Affiche voor de jeugdbibliotheek van de Koninklijke Vereniging Indisch Instituut te Amsterdam

In 2011 kondigde de overheid aan de subsidie vanuit het ministerie van buitenlandse zaken te stoppen. De subsidie bedroeg 50% van de inkomsten. In 2012 werd het Tropentheater gesloten. In augustus 2013 sloot de KIT-bibliotheek haar deuren. Het deel van de collectie van voor 1950 werd als koloniaal erfgoed eigendom van de staat en is in bruikleen gegeven aan de Universiteitsbibliotheek Leiden (cultureel erfgoed, kaarten & atlassen, pre-1950 boeken, en gedigitaliseerde collecties). Naar de Bibliotheca Alexandrina gingen ca. 400.000 boeken van na 1950. Het Tropenmuseum werd organisatorisch onafhankelijk gemaakt van het instituut en werd in 2014 onderdeel van het Nationaal Museum van Wereldculturen.

## Thema's
Economische ontwikkeling: stimulering van duurzame productieketens in West-Afrika en Noord-India; rurale ontwikkelingsprogramma’s in Benin, Haïti en Turkije; versterking agrarisch onderzoek in Ethiopië, Mali en Tanzania; bevorderen van vrouwelijk ondernemerschap in Bhutan, Costa Rica en Suriname.
Gezondheidszorg en –onderzoek: ontwikkeling van betaalbare diagnostische testen voor TBC, malaria en lepra; hiv/aids-programma’s in Namibië en Nigeria; kwaliteitsverbetering van medische dienstverlening en infrastructuur in Afrika, Azië en Oost-Europa; een mastersprogramma in gezondheidsmanagement.
Sociale en institutionele en ontwikkeling: participatie van vrouwen in bestuursfuncties in Zuid-Azië en Zuidelijk Afrika; managementadvies aan de WHO en aan overheden in Burkina Faso en Kaapverdië.
Cultuurbehoud en -uitwisseling: beheren, conserveren en presenteren van cultureel en koloniaal erfgoed; podium voor wereldmuziek, dans, theater en film; advies en training aan musea in Indonesië, Jemen en Kenia en internationale culturele projecten in Iran en Zuid-Afrika.
Intercultureel management en communicatie: activiteiten ten behoeve van internationaal opererende bedrijven zoals Philips en ABN AMRO Bank. Aanbod van geïntegreerde cultuur- en taaltrainingen voor expats en impats. Sinds 2012 vermarkt het KIT deze expertise onder de naam Intercultural Professionals. Het onderdeel verzorgt trainingen en advies op het gebied van internationaal zakendoen en culturele diversiteit in Nederland.
Informatie, documentatie en publicaties: informatievoorziening aan beleidsmakers, wetenschappers en journalisten; advies en training voor opbouw van informatiesystemen in Mozambique en Ghana; uitgave van boeken over internationale samenwerking en wereldcultuur via KIT Publishers.
Samenwerking: in september 2017 lanceerde het instituut het «SDG House», gesitueerd in het embleem van het KIT-gebouw in Amsterdam. SDG House is een gemeenschap van deskundigen, ondernemers en NGO's die zich inzetten voor het bereiken van een of meer duurzame ontwikkelingsdoelen of Sustainable Development Goals (SDG's). Jaarlijks worden vele events en congressen georganiseerd, zoals de SDG Action Day-conferentie. Het SDG House staat voor genereren van waardevolle  partnerschappen en commerciële samenwerking. Er zijn 50 leden van SDG House actief.

## Video
- Bioscoopjournaal uit 1968. Het Koninklijk Instituut voor de Tropen te Amsterdam heeft een eigen campus gekregen waar mensen uit binnen- en buitenland worden opgeleid voor een taak in de ontwikkelingssamenwerking. Met archiefmateriaal van ontwikkelingshulp in Columbia en Kameroen.